# NGC 5434
NGC 5434 (другие обозначения — NGC 5434A, UGC 8965, MCG 2-36-22, ZWG 74.68, KCPG 410A, PGC 50077) — спиральная галактика (Sc) в созвездии Волопас.
Этот объект занесён в новый общий каталог несколько раз, с обозначениями NGC 5434, NGC 5434A.
Этот объект входит в число перечисленных в оригинальной редакции «Нового общего каталога».